# Supermarine Attacker
Die Supermarine Attacker war der erste Düsenjäger der Royal Navy.

## Geschichte und Konstruktion
Die Konstruktion beruht auf der Vickers-Supermarine E.10/44 Strahl-Spiteful, die ursprünglich ein landgestütztes Jagdflugzeug mit Kolbenmotor war und die Supermarine Spitfire ablösen sollte, aber von den Konkurrenzmustern Gloster Meteor und de Havilland DH.100 Vampire verdrängt wurde. Heraus kam ein bordgestütztes Jagdflugzeug, das am 17. Juni 1947 erstmals flog. Das Strahltriebwerk ist in der Rumpfmitte angeordnet, die Lufteinlassöffnungen liegen neben dem Cockpit. Die Flügel wurden von der Supermarine Seafang übernommen, einer Maschine die nicht über das Prototypenstadium hinaus kam. Die Maschine ging unter der Bezeichnung Vickers-Supermarine Attacker F.Mk.1 bei der Royal Navy in Dienst.
Es wurden insgesamt 60 Maschinen verkauft, weitere 36 gingen in den Jahren 1952/53 an die Pakistanischen Luftstreitkräfte. Wie viele Düsenjäger der ersten Generation hatte die Maschine nur eine kurze Dienstzeit. Bereits im Jahr 1954 wurde das Muster in der Royal Air Force (RAF) durch die Hawker Sea Hawk ersetzt. Grund dafür war die rasante Entwicklung der Düsentriebwerke und der Elektronik in den 1950er Jahren, die die vorhandenen Flugzeuge schnell obsolet machten. Die Maschinen, die nach Pakistan exportiert wurden, blieben noch bis 1964 im Dienst.

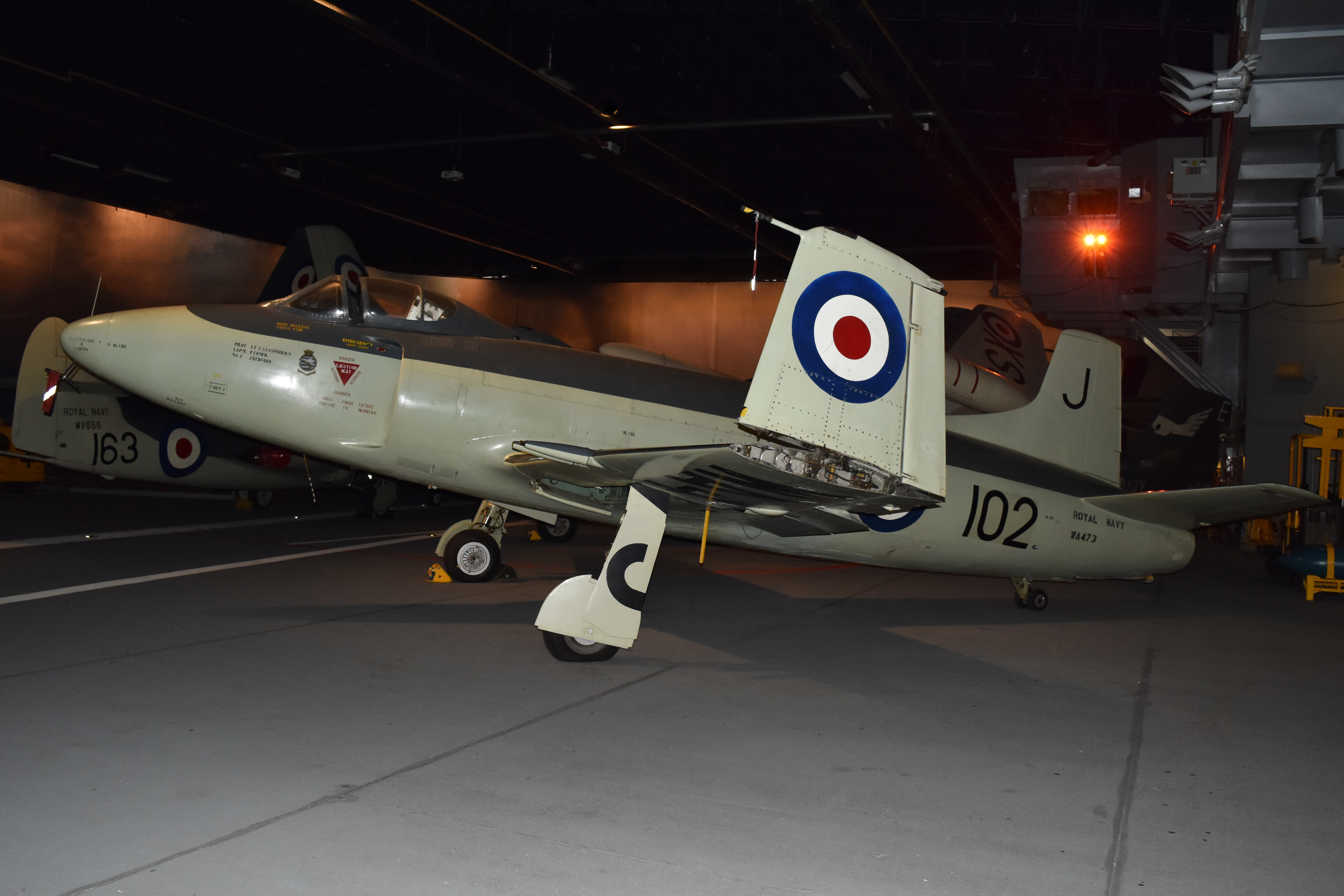
Supemarine Attacker F.1 WA473

Das einzige heute noch existierende Exemplar mit der Seriennummer: WA473 kann im Fleet Air Arm Museum in Somerset, England besichtigt werden.

## Varianten

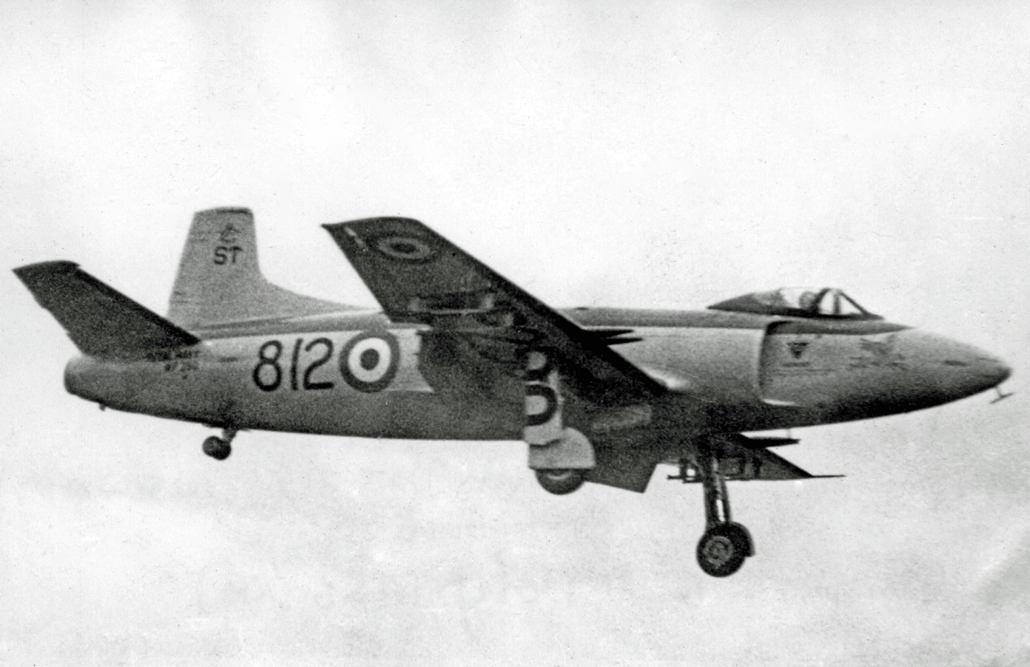
Supermarine Attacker FB.2

### Prototypen
Typ 392, 398 und 513, Vorserienmodelle, gebaut zwischen 1946 und 1950

### Attacker F.1
Erste Serienvariante mit Rolls-Royce Nene Mk.3

### Attacker FB.1
Modifizierte Flügel, um Raketen und Bomben an Außenlaststationen tragen zu können.

### Attacker FB.2
Modifiziertes Triebwerk Rolls-Royce Nene 102 (verbesserte Version des Nene-Mk.3-Triebwerks)

### Attacker FB.50 (Typ 538)

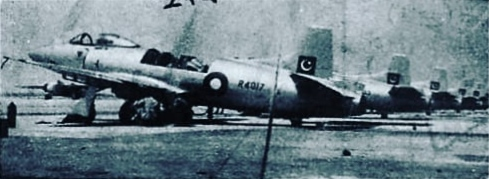
Maschinen der pakistanischen Luftwaffe

Landgestützter Jagdbomber, entwickelt für die pakistanische Luftwaffe

## Militärische Nutzung
- Pakistan 36 FB.50, von 1951 bis 1953 geliefert, bis Januar 1956 eingesetzt[3]
- Vereinigtes Königreich
  - Fleet Air Arm

## Technische Daten

Dreiseitenriss der Attacker

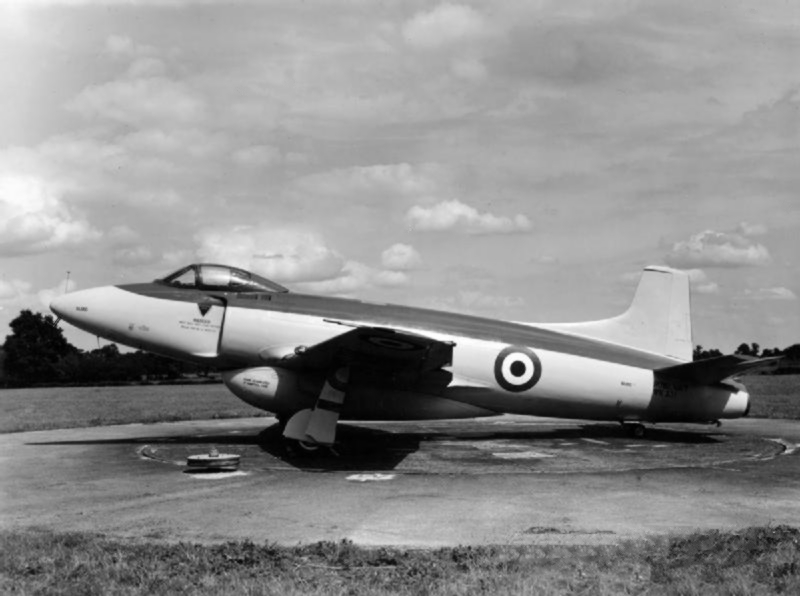
FB.2 mit Zusatztank unter dem Rumpf

| Kenngröße             | Daten Attacker F.1                                                               |
| --------------------- | -------------------------------------------------------------------------------- |
| Besatzung             | 1                                                                                |
| Länge                 | 11,30 m                                                                          |
| Spannweite            | 11,25 m (mit beigeklappten Tragflächen: 8,81 m)                                  |
| Höhe                  | 3,02 m                                                                           |
| Flügelfläche          | 21,0 m²                                                                          |
| Streckung             | 6,0                                                                              |
| Leermasse             | 3822 kg                                                                          |
| Startmasse            | 5539 kg (ohne "Bauchtank") (FB.2 mit 2 × 450 kg Bomben und "Bauchtank": 7660 kg) |
| Höchstgeschwindigkeit | 909 km/h (auf Seehöhe), 864 km/h (in 9100 m Höhe)                                |
| Dienstgipfelhöhe      | 14.780 m FB.1: 13.710 m                                                          |
| Reichweite            | 1915 km                                                                          |
| Triebwerke            | 1 × Strahltriebwerk Rolls-Royce Nene 3 mit 22,27 kN Schub                        |
| Bewaffnung            | 4 × 20-mm-Kanonen Hispano-Suiza HS.404 in den Tragflächen                        |